# Chilo pulverosellus
Chilo pulverosellus là một loài bướm đêm trong họ Crambidae.